# Zuchtstuhl
Der Zuchtstuhl auch Zwangs- oder Strafstuhl wurde im 19. Jahrhundert im Großherzogtum Baden in den Zuchtanstalten, neben der Dunkelhaft, für aufsässige Insassen angewandt. Er wurde zuerst in dem Zellengefängnis in Bruchsal eingeführt. Zuvor durften die Gefangenen noch gezüchtigt werden. Diese Art von Maßnahme stammte aus den sogenannten Irrenanstalten, wo solche Straf- oder Zwangsstühle zum Einsatz kamen.

## Begründung für die Verwendung
Der ehemalige Direktor Gustav Ekert (1824–1892) von der Strafanstalt in Bruchsal begründete die Verwendung wie folgt:

„Es mag vom Standpunkte des Theoretikers und Humanisten grausam erscheinen, wenn man sagt, ein Mensch wird am ganzen Körper fest in einen Sessel geschnallt; so dass er sich kaum mehr rühren kann […] Anders ist nun der Standpunkt des Praktikers. Wenn ein Mensch von verworfenstem Charakter, der aller Wahrscheinlichkeit nach schon mehr als ein Menschenleben auf dem Gewissen hat, wegen Mordes zum Tode verurtheilt, jedoch zu lebenslänglicher Zuchthausstrafe begnadigt wird, trotz aller humanen Behandlung sich unzugänglich all den guten Einflüssen zeigt [… der] gegen einen Beamten ohne jegliche gegründete Ursache das lebensgefährliche Werkzeug drohend aufhebt, was soll da geschehen? […] Gewiss werden alle meine Collegen aus Erfahrung wissen, dass in solchen und ähnlichen Fällen kurze, aber energisch wirkende Strafen die besten sind. In der That muss ich bestätigen, dass die Strafe des Zwangsstuhles, die man natürlich nur mit grösster Vorsicht erkennt und vollzieht, in fast allen Fällen die beste Wirkung gethan und in keinem einzigen Falle eine nachtheilige Wirkung gehabt hat.“

Dabei wurde diese Maßnahme als ein Mittel angesehen, das im Allgemeinen nur als eine „strengere Haft in unbehaglicher Lage“ angesehen werden könne, die nur im
äußersten Notfall zur Anwendung komme. Die Wirksamkeit dieser Art der Bestrafung hatte sich als „sehr günstig“ herausgestellt.
Nach Aussage des damaligen Hausarztes in Bruchsal handle es sich durchaus um eine körperliche Peinigung der Sträflings, die jedoch „vorsichtiger Anwendung [… keine] dauernde schädliche Wirkung auf die Gesundheit des Sträflings […] ergebe.“ Zu dieser Zeit waren Einzelzellen noch die Ausnahme, was die Fixierung als Mittel der Wahl begünstigte. Neben dieser Strafart gab es weitere, bei denen die Insassen in Ketten gelegt oder an der Wand fixiert wurden. Die Einführung des Strafstuhls war umstritten und eine Gesetzesänderung zur flächendeckenden Einführung wurde von der Kommission abgelehnt, die mehrheitlich die „Einführung einer neuen Art körperlicher Peinigung nicht für gerechtfertigt“ hielt.

## Beschreibung und Anwendungsdauer

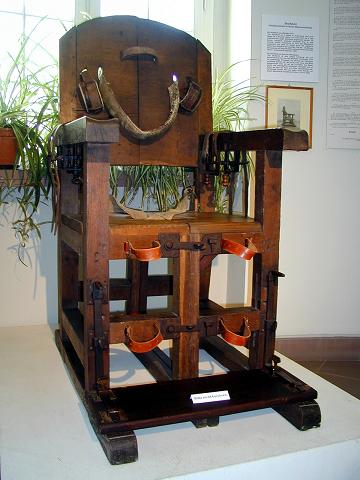
Zuchtstuhl, Original im Stadtmuseum Bruchsal

Der Strafstuhl ist ein massiver Lehnstuhl, in dem der Gefangene festgeschnallt wird. Das Besondere dabei ist, dass die Fesseln nicht allein am Rumpf, sondern auch an Armen und Beinen angelegt werden. Dabei kann es vorkommen, dass die Blutzirkulation gehemmt wird, was eine ständige Beaufsichtigung erfordert. Zudem sollte zuvor der Rat eines Arztes eingeholt werden, der den Allgemeinzustand untersucht.
Die Anwendung des Strafstuhls war genau festgelegt und sollte nicht länger als sechs Stunden täglich und nicht länger als acht (zuvor drei) Tage hintereinander gegen Züchtlinge angewendet werden. Die badische Justiz ging davon aus, dass der Strafstuhl:

„als kurzes, energisch wirkendes Strafmittel gute Dienste tut … und den Delinquenten am sprechendsten seine gänzliche Ohnmacht fühlen lässt.“

Eine weitere Maßnahme war die Verwendung einer ledernen Zwangsjacke zur Ruhigstellung der Gefangenen.
Es wurde 1879 zudem für die Verwendung festgelegt: „Zwangsstuhl oder Zwangsjacke dürfen nur zur augenblicklichen Bändigung bei thätlicher Widersetzlichkeit oder wüthendem Toben angewendet werden.“

## Kritik
Im Zuchtstuhl wurden die Riemen an Hals, Brust, Armen und Beinen so festgeschnallt, dass die Zirkulation des Blutes stockte und damit unerträgliche Schmerzen verursachen konnte. Dies konnte neben den Schmerzen zu ernsthaften gesundheitlichen Problemen führen, beispielsweise zu Abquetschung der Blutadern (und damit der Gefahr des Absterbens einzelner Körperteile), Schäden an inneren Organen und an der Wirbelsäule sowie die Gefahr einer Venenthrombose.
Die Anwendung des Zuchtstuhls wurde Ende der 1940er Jahre verboten.